# 基維-維加拉

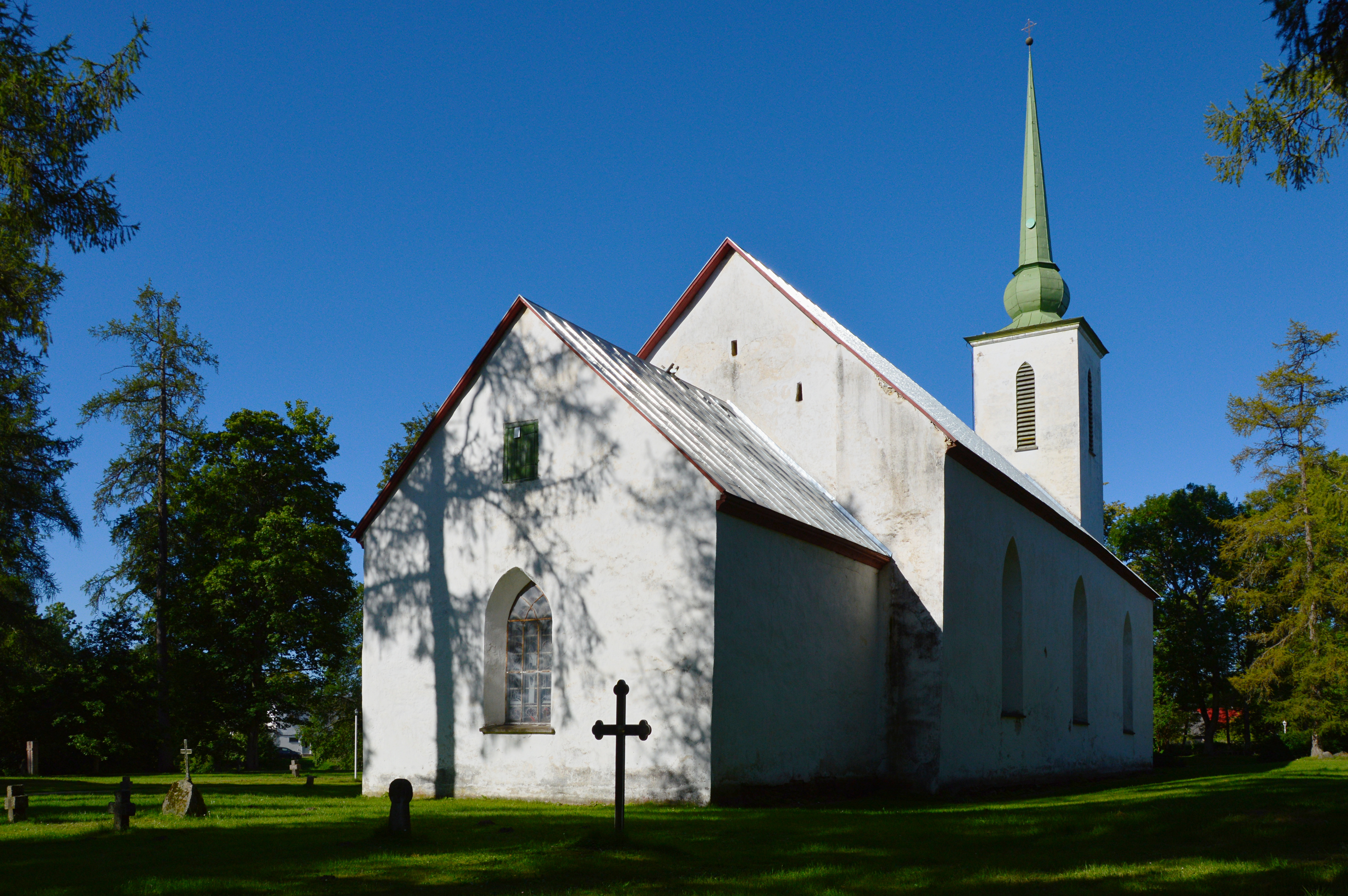
維加拉教堂

基維-維加拉，是愛沙尼亞拉普拉縣邁爾亞馬市鎮内的村庄，位於該國西部，曾是原維加拉市镇的首府，處於首都塔林以南80公里，海拔高度16米，2012年該村庄人口293。
58°43′N 24°23′E / 58.717°N 24.383°E